# Misty
Misty de Ciudad Celeste (カスミ?  Kasumi en japonés) es un personaje del anime y de los juegos Pokémon.
En los juegos, y posteriormente en el anime, es la líder de gimnasio de Ciudad Celeste en la región de Kanto. Es especialista en pokémon de tipo agua, además de ser sus favoritos. Es la menor de 4 hermanas.

## Información del personaje
Misty conoce a Ash Ketchum cuando él le pide su bicicleta para escapar de una parvada de Spearow que los atacaba a él y a su compañero Pikachu. En el contraataque, Pikachu ataca con un "Trueno" a los Spearow, carbonizando la bicicleta de Misty en el proceso. Desde ese momento Misty sigue a Ash a todas partes hasta que le pague su bicicleta, aunque en el camino este motivo va quedándose en el olvido, convirtiéndose en una excusa para no dejar de viajar con el protagonista principal, con quien forma una fuerte amistad, incluso sintiendo celos cuando él es abordado por otras chicas a pesar de que Misty tenía sentimientos hacia el. Ella y Brock son los mentores de Ash, enseñándole acerca de los Pokémon y de cómo actuar con ellos.
Es la Líder del Gimnasio Celeste. Una joven tierna, bonita y dulce (cuando quiere), pero es gruñona, se irrita con facilidad y consta de muy poca paciencia, asimismo es la voz de la razón del grupo. También quiere demostrar que cuenta con los requisitos básicos para convertirse en la mejor Entrenadora de Pokémon Tipo Agua y así superar a sus hermanas mayores en su ciudad natal. Ella ama a los Pokémon, pero mantiene un fanatismo hacia los Pokémon Tipo agua.
Otra característica notoria en ella es su terrible pánico hacia los Pokémon Tipo Insecto, a quienes detesta casi tanto como las zanahorias y los pimientos. Esto se demuestra cuando ve un Caterpie que posteriormente Ash captura.
Dejó de viajar con Ash luego de terminar la Liga Johto, puesto que sus hermanas ganaron un viaje a recorrer el mundo, quedándose ella a cargo del gimnasio; con lo cual no pudo acompañar a Ash a la región Hoenn. No obstante aunque su protagonismo en la serie ya no sea el mismo, se mantiene siendo protagonista de capítulos especiales (Crónicas Pokémon), conociendo sus aventuras desde la región de Kanto. En su estadía en el Gimnasio Celeste en Crónicas Pokémon sus aventuras como Líder de Gimnasio es en compañía de su hermana Daisy y su amigo Tracey.
Durante su viaje logra demostrarnos su alta habilidad, atrapando a muchos Pokémon, de los cuales los actuales son: Politoed, Staryu, Psyduck, Gyarados, Corsola y Azurill (el reemplazante de Togetic).

## Pokémon de Misty

### En el Gimnasio
- Goldeen: Lo tiene desde el principio.
- Staryu: Lo tiene desde el principio.
- Starmie: Lo tiene desde el principio.
- Horsea: Lo atrapó en una ciudad que fue arrasada por un Tentacruel.
- Psyduck: Se encerró en una Poké Ball él mismo.
- Poliwag → Poliwhirl → Politoed: Lo capturó en una Isla Naranja después de que le ayudó a curar a Ash y a Tracey, evoluciona al pelear con el Bulbasaur de Ash y después evoluciona tomando la Roca del Rey que Ash ganó en la competencia de sumo.
- Corsola: Lo capturó en las Islas Remolino.
- Luvdisc (Caserin): Le llegó al gimnasio durante las Crónicas Pokémon.
- Magikarp → Gyarados ↔ Mega-Gyarados: Estaba en el gimnasio. Puede Megaevolucionar.
- Azurill: Nació de un huevo que puso el Marill de Tracey.
- Clauncher: Lo atrapó después de una batalla con Corphish de Ash.

### Ya no están con ella
- Togepi → Togetic: Nace de un huevo que encontró Ash, Misty se queda con él, porque Togepi la eligió como su madre, luego evoluciona cuando le da amistad y se fue con los otros togepis en el reino espejismo.

## En el juego
Misty aparece en las ediciones Rojo y Azul (al igual que sus remakes Fuego Rojo y Hoja Verde) y en la versión Amarilla de los juegos Pokémon correspondientes a la primera generación. Misty es la líder del gimnasio de Ciudad Celeste (Cerulean City) y se especializa en Pokémon del tipo Agua. Tiene un Staryu Nv. 18 y un Starmie Nv. 21. así que si no tienes a Bulbasaur o a un extraordinario Pikachu vas a sufrir bastante en esta batalla. Aunque Staryu es fácil, Starmie sí es cosa seria, porque además de ser tipo Agua y Psíquico es muy rápido, aparte que su defensa es muy alta. Lo mejor es debilitar a Starmie hasta que su barra de PS esté de color amarillo y luego darle un gran golpe, si estás bien entrenado deberías vencerla sin problemas. Recomendable es usar un Oddish o Bellsprout, o a un Pikachu fuerte y un ataque como Mordisco de Gyarados o Wartortle (sobre todo en las versiones Fuego Rojo y Hoja Verde, donde el Starmie sabe el ataque Hidropulso, que tiene alta probabilidad de confundir al oponente).
Vuelve a aparecer en las ediciones Oro, Plata y Cristal de los juegos Pokémon correspondientes a la segunda generación. Primero aparece al final de la Ruta 24 en el cabo Celeste, donde está con su amigo, el cual escapa una vez que tu personaje los ve. Como consecuencia Misty te recrimina por inoportuno, hasta que ve tus medallas y te reta a una batalla como líder en el gimnasio de Ciudad Celeste. En esta oportunidad tiene a Golduck Nv. 42, Quagsire Nv. 42, Lapras Nv. 44 y Starmie Nv. 47. Todos ellos caen ante ataques del tipo Eléctrico y Planta, a excepción de Quagsire que resiste los ataques eléctricos pero es super débil al tipo Planta.

## En el manga
En el manga, Misty acompañó a Red durante su travesía por el Mt. Moon y lo acogió en su casa en Ciudad Celeste. Allí fue retada y derrotada por él, a quien cedió la medalla Cascada. Batalló contra el Team Rocket en Ciudad Azafrán e intercambió con Red su gyarados, que había sido capturado por el Team Rocket, por un krabby. Desde entonces está enamorada de él.
En la segunda temporada participó en la búsqueda de Red, por quien estaba muy preocupada. En la tercera fue la única líder de gimnasio que logró capturar a Suicune. En el torneo entre líderes de gimnasio de Kanto y Johto venció a Blanca. Interrumpido el torneo, luchó con Suicune contra Máscara de hielo, a quien no pudo vencer.
- Datos: Q1057356
- Multimedia: Misty (Pokémon) / Q1057356